# 불타는발밧줄다람쥐
불타는발밧줄다람쥐(Funisciurus pyrropus)는 다람쥐과에 속하는 설치류의 일종이다. 앙골라와 부룬디, 카메룬, 콩고, 콩고민주공화국, 코트디부아르, 적도기니, 가봉, 감비아, 가나, 기니, 기니비사우, 라이베리아, 나이지리아, 세네갈, 시에라리온, 우간다에서 발견된다. 자연 서식지는 아열대 또는 열대 기후 지역의 습윤 저지대 숲과 습윤 사바나 지역, 플랜테이션 지역이다.

## 아종
9종의 아종이 알려져 있다.
- F. p. pyrropus
- F. p. akka
- F. p. leonis
- F. p. leucostigma
- F. p. mandingo
- F. p. nigrensis
- F. p. niveatus
- F. p. pembertoni
- F. p. talboti